# Tambo Grande (distrito)
Tambo Grande é um distrito do Peru, departamento de Piura, localizada na província de Piura.

## Transporte
O distrito de Tambo Grande é servido pela seguinte rodovia:
- PE-1NJ, que liga a cidade de Piura ao distrito de Lambayeque (Região de Lambayeque)
- PE-1NS, que liga a cidade ao distrito de Chulucanas
- PE-1NL, que liga a cidade de Suyo ao distrito de Sullana
- PE-1NU, que liga a cidade ao distrito de Castilla [1][2][3]